# Peter Beck
Peter Beck, född omkring 1976, är en nyzeeländsk entreprenör, mest känd för att ha grundat Rocket Lab.

## Biografi
Beck är uppvuxen i Invercargill i Nya Zeeland. Hans far Russel Beck var museichef, konstgalleriinnehavare och gemmolog, medan modern var lärare. Som tonåring trimmade han bilar och byggde flaskraketer. Beck har ingen universitetsutbildning.
1995 började Beck arbeta som verktygsmakare på Fisher & Paykel. Under tiden där utbildade han  sig själv och använde arbetsplatsens verkstad för att experimentera på raketer och raketbränslen. Bland annat byggde han en raketcykel, raketscooter och ett jetpack med material från verkstaden. Senare flyttades han till designavdelningen på företaget. Under sin tid där köpte han en motor till en amerikansk kryssningsmissil.
Mellan 2001 och 2006 arbetade han på Industrial Research Limited med smarta material, kompositer och supraledare. Under sin tid där träffade han Stephan Tindall, som var en av de första investerarna i Rocket Lab. 2006 skulle Becks fru, som är ingenjör, åka till USA och arbeta i några veckor. Han följde med och passade på att träffa rymdentusiaster. Efter den resan beslöt han sig för att starta Rocket Lab.

## Karriär
När Beck letade efter potentiella investerare till Rocket Lab träffade han internetentreprenören Mark Rocket, som blev den som tillhandahöll grundkapitalet för företaget. Andra tidigare investerare var Stephen Tindall, Vinod Khosla och den nya zeeländska regeringen. Tre år senare, i november 2009, sköt Rocket Lab upp sin första flerstegsraket: Ātea-1. De blev då det första företaget på södra halvklotet att bygga en raket som tagit sig ut i rymden. Ātea betyder rymd på maori.
2013 flyttade Rocket Lab sitt huvudkontor från Nya Zeeland till Huntington Beach i Kalifornien, USA. Samtidigt började utvecklingen av Elektronraketen. Den första lyckade uppskjutningen av raketen var i januari 2018. Fram till maj 2022 har bolaget skjutit upp 26 Elektronraketer, varav 23 uppdrag har varit lyckade. 